# Lijst van voetbalinterlands Equatoriaal-Guinea - Tunesië
Deze lijst van voetbalinterlands is een overzicht van alle officiële voetbalwedstrijden tussen de nationale teams van Equatoriaal-Guinea en Tunesië. De Afrikaanse landen speelden tot op heden tien keer tegen elkaar. De eerste ontmoeting was een kwalificatiewedstrijd voor het Wereldkampioenschap voetbal 2014 op 2 juni 2012 in Monastir. De laatste ontmoeting, een kwalificatiewedstrijd voor het Wereldkampioenschap voetbal 2026, vond plaats op 5 juni 2024 in Radès.

## Wedstrijden
| №  | Plaats   | Datum            | Competitie                   | Wedstrijd                    | Uitslag |
| -- | -------- | ---------------- | ---------------------------- | ---------------------------- | ------- |
| 1  | Monastir | 2 juni 2012      | WK 2014 kwalificatie         | Tunesië – Equatoriaal-Guinea | 3 – 1   |
| 2  | Malabo   | 16 juni 2013     | WK 2014 kwalificatie         | Equatoriaal-Guinea – Tunesië | 1 – 1   |
| 3  | Ebebiyín | 31 januari 2015  | Afrika Cup 2015              | Tunesië − Equatoriaal-Guinea | 1 − 2   |
| 4  | Malabo   | 19 november 2019 | Afrika Cup 2021 kwalificatie | Equatoriaal-Guinea − Tunesië | 0 − 1   |
| 5  | Radès    | 28 maart 2021    | Afrika Cup 2021 kwalificatie | Tunesië − Equatoriaal-Guinea | 2 − 1   |
| 6  | Radès    | 3 september 2021 | WK 2022 kwalificatie         | Tunesië − Equatoriaal-Guinea | 3 − 0   |
| 7  | Malabo   | 13 november 2021 | WK 2022 kwalificatie         | Equatoriaal-Guinea − Tunesië | 1 − 0   |
| 8  | Tunis    | 2 juni 2022      | Afrika Cup 2023 kwalificatie | Tunesië − Equatoriaal-Guinea | 4 − 0   |
| 9  | Malabo   | 17 juni 2023     | Afrika Cup 2023 kwalificatie | Equatoriaal-Guinea − Tunesië | 1 − 0   |
| 10 | Radès    | 5 juni 2024      | WK 2026 kwalificatie         | Tunesië − Equatoriaal-Guinea | 1 − 0   |

## Samenvatting
| Competitie              | Totaal gespeeld | Winst Equat.-Guinea | Gelijk | Winst Tunesië | Doelsaldo Equat.-Guinea – Tunesië |
| ----------------------- | --------------- | ------------------- | ------ | ------------- | --------------------------------- |
| WK-kwalificatie         | 5               | 1                   | 1      | 3             | 3 − 8                             |
| Afrika Cup              | 1               | 1                   | 0      | 0             | 2 − 1                             |
| Afrika Cup-kwalificatie | 4               | 1                   | 0      | 3             | 2 − 7                             |
| Totaal                  | 10              | 3                   | 1      | 6             | 7 − 16                            |

Wedstrijden bepaald door strafschoppen worden, in lijn met de FIFA, als een gelijkspel gerekend.
FEF · A-internationals · Selecties · Equatoriaal-Guinees vrouwenelftal
1970 – 1979 · 
1980 – 1989 · 
1990 – 1999 · 
2000 – 2009 · 
2010 – 2019 ·
2020 − 2029
1975 · 
1976 · 
1977 · 
1978 · 1979 · 1980 · 
1981 · 
1982 · 1983 · 
1984 · 
1985 · 
1986 · 
1987 · 
1988 · 
1989 · 
1990 · 
1991 · 1992 · 1993 · 1994 · 1995 · 1996 · 1997 · 
1998 · 
1999 · 
2000 · 
2001 · 
2002 · 
2003 · 
2004 · 
2004 · 
2005 · 
2006 · 
2007 · 
2008 · 
2009 · 
2010 · 
2011 · 
2012 · 
2013 · 
2014 · 
2015 · 
2016 · 
2017 ·
2018 ·
2019 ·
2020 ·
2021 ·
2022 ·
2023 ·
2024
Algerije ·
Andorra ·
Angola ·
Benin ·
Botswana ·
Burkina Faso ·
Cambodja ·
Centraal-Afrikaanse Republiek ·
Congo-Brazzaville ·
Congo-Kinshasa ·
Djibouti ·
Egypte ·
Estland ·
Gabon ·
Gambia ·
Ghana ·
Guinee ·
Guinee-Bissau ·
Ivoorkust ·
Kaapverdië ·
Kameroen ·
Kenia ·
Kosovo ·
Libanon ·
Liberia ·
Libië ·
Madagaskar ·
Malawi ·
Mali ·
Marokko ·
Mauritanië ·
Mauritius ·
Namibië ·
Niger ·
Nigeria ·
Rwanda ·
Saoedi-Arabië ·
Sao Tomé en Principe ·
Senegal ·
Sierra Leone ·
Soedan ·
Spanje ·
Tanzania ·
Togo ·
Tsjaad ·
Tunesië ·
Zambia ·
Zuid-Afrika ·
Zuid-Soedan
FTF · A-internationals · Selecties · Bondscoaches · Tunesisch vrouwenelftal · Olympisch elftal · Tunesië U21 · Tunesië U20 · Tunesië U19 · Tunesië U18 · Tunesië U17
1950 – 1959 · 
1960 – 1969 · 
1970 – 1979 · 
1980 – 1989 · 
1990 – 1999 · 
2000 – 2009 · 
2010 – 2019 ·
2020 − 2029
WK 1978 · 
WK 1998 · 
WK 2002 · 
WK 2006 · 
WK 2018
OS 1960 · 
OS 1988 · 
OS 1996 · 
OS 2004
1957 · 
1958 · 
1959 · 
1960 · 
1961 · 
1962 · 
1963 · 
1964 · 
1965 · 
1966 · 
1967 · 
1968 · 
1969 · 
1970 · 
1971 · 
1972 · 
1973 · 
1974 · 
1975 · 
1976 · 
1977 · 
1978 · 
1979 · 
1980 · 
1981 · 
1982 · 
1983 · 
1984 · 
1985 · 
1986 · 
1987 · 
1988 · 
1989 · 
1990 · 
1991 · 
1992 · 
1993 · 
1994 · 
1995 · 
1996 · 
1997 · 
1998 · 
1999 · 
2000 · 
2001 · 
2002 · 
2003 · 
2004 · 
2005 · 
2006 · 
2007 · 
2008 · 
2009 · 
2010 · 
2011 · 
2012 · 
2013 · 
2014 · 
2015 · 
2016 ·
2017 ·
2018 ·
2019 ·
2020 ·
2021 ·
2022 ·
2023 ·
2024
Algerije ·
Angola ·
Argentinië ·
Australië ·
Bahrein ·
België ·
Benin ·
Bosnië en Herzegovina ·
Botswana ·
Brazilië ·
Bulgarije ·
Burkina Faso ·
Burundi ·
Canada ·
Centraal-Afrikaanse Republiek ·
Chili ·
China ·
Colombia ·
Comoren ·
Congo-Brazzaville ·
Congo-Kinshasa ·
Costa Rica ·
Denemarken ·
Djibouti ·
Duitse Democratische Republiek ·
Duitsland ·
Egypte ·
Engeland ·
Equatoriaal-Guinea ·
Ethiopië ·
Finland ·
Frankrijk ·
Gabon ·
Gambia ·
Georgië ·
Ghana ·
Guinee ·
Ierland ·
IJsland ·
Irak ·
Iran ·
Italië ·
Ivoorkust ·
Japan ·
Joegoslavië ·
Jordanië ·
Kaapverdië ·
Kameroen ·
Kenia ·
Koeweit ·
Kroatië ·
Letland ·
Libanon ·
Liberia ·
Libië ·
Madagaskar ·
Malawi ·
Mali ·
Malta ·
Marokko ·
Mauritanië ·
Mauritius ·
Mexico ·
Mozambique ·
Namibië ·
Nederland ·
Nieuw-Zeeland ·
Niger ·
Nigeria ·
Noorwegen ·
Oeganda ·
Oekraïne ·
Oman ·
Oostenrijk ·
Panama ·
Peru ·
Polen ·
Portugal ·
Qatar ·
Roemenië ·
Rusland ·
Rwanda ·
Saoedi-Arabië ·
Sao Tomé en Principe ·
Senegal ·
Servië en Montenegro ·
Seychellen ·
Sierra Leone ·
Slovenië ·
Soedan ·
Somalië ·
Sovjet-Unie ·
Spanje ·
Swaziland ·
Syrië ·
Tanzania ·
Togo ·
Tsjaad ·
Turkije ·
Uruguay ·
Verenigde Arabische Emiraten ·
Verenigde Staten ·
Wales ·
Wit-Rusland ·
Zambia ·
Zimbabwe ·
Zuid-Afrika ·
Zuid-Jemen ·
Zuid-Korea ·
Zweden ·
Zwitserland
België (2018) ·
Engeland (2018) ·
Oekraïne (2006) ·
Panama (2018) ·
Saoedi-Arabië (2006) · 
Spanje (2006)